# César Martins de Oliveira
César Martins de Oliveira, genannt César (* 13. April 1956 in São João da Barra; † 17. September 2024 in Rio de Janeiro), war ein brasilianischer Fußballspieler.

## Karriere
César begann 1976 seine Laufbahn beim America FC aus Rio de Janeiro, der zu der Zeit noch mit um die brasilianische Meisterschaft spielte. Bei diesem wurde er 1979 Torschützenkönig in der Meisterschaft. Dieser Erfolg veranlasste Benfica aus Lissabon zur Verpflichtung des Spielers. Nach drei Jahren und mit dem Titel eines portugiesischen Pokalsiegers und Meisters wechselte César zurück nach Brasilien zu Grêmio FBPA nach Porto Alegre. Mit diesem Verein errang der Spieler 1983 weitere internationale Erfolge. So erzielte er im Finalrückspiel der Copa Libertadores 1983 gegen Peñarol Montevideo das Siegtor zum 2:1. 1987 beendete er seine Karriere als Profispieler.

## Erfolge
Benfica
- Portugiesischer Pokalsieger: 1980, 1981, 1983
- Portugiesischer Fußball-Supercup: 1980
- Portugiesischer Meister: 1981, 1983

Grêmio
- Copa Libertadores: 1983
- Weltpokal: 1983

## Auszeichnungen
- Brasilianischer Torschützenkönig: 1979
- Bola de Prata: 1979